# 선택자유주의
선택자유주의는 기본적으로 말하는 자유주의로 어떤 일에 대해, 어떤 일에 대한 결정에 대해 법률이나 특정한 규율, 규칙 등에 얽매이지 않고 본인들의 의사 결정에 따라 자유롭게 선택하고자하는 최소한의 자유를 보장해달라는 자유주의 사상을 말한다.

### 예시
선택자유주의는 도박, 마약, 흡연, 음주, 음란물 감상 등에 대한 예시를 대표적으로 들 수 있다.
한 국가의 국민이 법 등에 나와있는 예시처럼 그 같은 국민들의 행위가 금기되었을 때 국가(공권력)에 의해 법의 특성상 처벌, 강제성 때문에 강제적으로 하지 못하게 법에 정해져 있으나 한 국가의 국민들 중 선택자유주의 사상을 가진 사람은 "아무리 국민(건강과 안전)을 위한 일이지만 본인들의 의사결정에 대한 것은 본인들의 것이기 때문에 개인의 의사를 무시하는 것은 인권침해다."라고 주장하면서 그런 것들은 국가권력을 포함한 누구라도 강압적인 것은 물론이거니와 허용, 금기에 대한 해당 행위를 하고자하는 사람의 의사결정을 함부로 정할 수 없고 해서는 안되며, 본인들의 의사결정에 따라 도박, 마약, 음란물 감상 등을 할 것인지 말 것인지 선택적으로, 선택해서 자유롭게 행할 수 있다고 보는 것이다.

## 같이 보기
- 자유지상주의
- 윤리